# اللاسلطوية في البرتغال

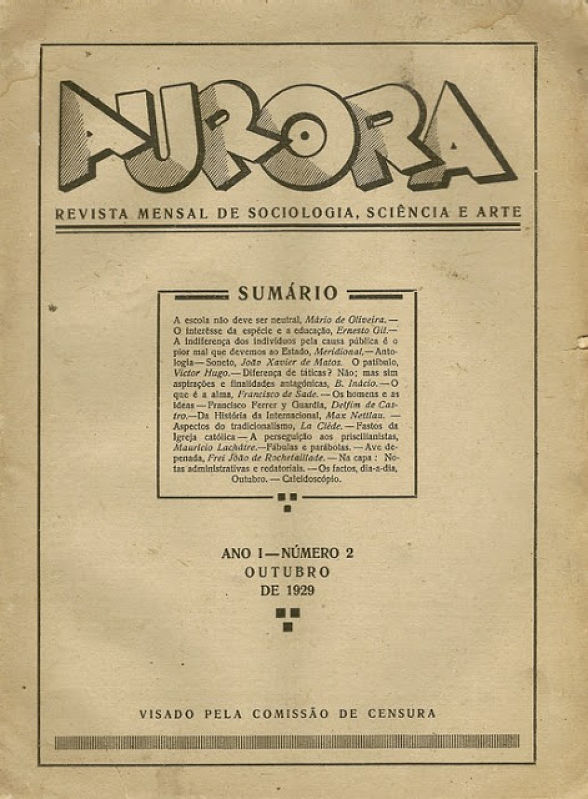
أورورا، مجلة لاسلطوية شهرية لعلم الاجتماع والعلوم والفن، نشرت أربعة عشر عددا بين سبتمبر 1929 وأكتوبر 1930، في ظل الديكتاتورية العسكرية في البرتغال.

ظهرت اللاسلطوية (الأناركية) في البرتغال لأول مرة على شكل مجموعات منظمة في منتصف ثمانينيات القرن التاسع عشر. كانت اللاسلطوية حاضرةً منذ الخطوات الأولى للحركة العمالية، وكان للنقابات الثورية والنقابية اللاسلطوية تأثير دائم على الاتحاد العام للعمال، الذي تأسس عام 1919.
أسس انقلاب 28 مايو 1926 دكتاتورية قومية قمعت بشدة الحركة العمالية. اعتبرت «الإستادو نوفو» أي نشاط لاسلطوي غير قانوني، ما أجبر الحركة التحررية على العمل السري. في عام 1974، بعد سقوط الديكتاتورية في ثورة القرنفل، جلب الصيف الساخن لعام 1975 شعورًا باللاسلطوية الشعبوية، وهي من مخلفات ثورات مايو 1968.

## لمحة تاريخية
منذ خمسينيات القرن التاسع عشر، أثرت أفكار وكتابات بيير جوزيف برودون بشكل كبير على الجمعيات العمالية الأولى وعلى الكتاب.
شُكل القسم البرتغالي من الرابطة الدولية العمال في عام 1871. تحول الطبيب والكاتب إدواردو مايا، الاشتراكي في البداية، نحو اللاسلطوية بعد قراءة أعمال بيتر كروبوتكين. بصفته عضوًا في القسم البرتغالي في الرابطة الدولية للعمال، كان يعتبر من أوائل اللاسلطويين البرتغاليين.
في عام 1886، شكل أنتيرو دي كوينتال وإيكا دي كويروس وغيرا جونكويرو ورامالهو أورتيغا «السيناكولو»، وهي مجموعة تضم المثقفين اللاسلطويين تُعارض الأعراف السياسية والاجتماعية والفكرية في عصرهم. أصبح أنتيرو لاحقًا أحد مؤسسي الحزب الاشتراكي البرتغالي.

### ظهور الحركة التحررية
ظهرت الجماعات اللاسلطوية الأولى في منتصف ثمانينيات القرن التاسع عشر. بدأت بعد ذلك فترة من النشاط التحريري المكثف، إذ نُشرت العشرات من الدوريات اللاسلطوية في جميع أنحاء البلاد. تحت تأثير إليزيه ريكلو وبيتر كروبوتكين، ظهرت الشيوعية التحررية في لشبونة وبورتو حوالي 1886-1887، مع نشر عدد قليل من الدوريات التحررية وإنشاء أول مجموعات «آغيتبورب». شرَّعت الدولة البرتغالية أيضًا النقابات العمالية في عام 1891.
جنبًا إلى جنب مع النقابات العمالية، تطورت الدعاية بشكل خاص من قبل الصحفي خوسيه دو فيل، محرر صحيفتي «أو بيترادو» و«لا ديناميت». تُعد الإيماءة النموذجية عمليةً يومية وتظهر، بطريقة ما، كمكمل للعمل القانوني، عندما يكون هذا العمل قد استنفد إمكانياته. استهدفت موجة من الهجمات الفردية الصحفيين (مثل مانويل بينيرو شاغاس في فبراير 1888 لعدم احترام لويز ميشيل)، ورؤساء وممثلين عن الدولة أو القضاء مثل القاضي باروس في عام 1896.
في مواجهة شبح الإرهاب الثوري، تبنت الدولة في عام 1896 -على غرار القوانين الفرنسية البغيضة- قانونًا خاصًا ضد الأنشطة اللاسلطوية. أعاد هذا القانون في البرتغال إنتاج السياسات القمعية للدول الأخرى التي استهدفت اللاسلطويين والحركة العمالية، وبلغت ذروة تلك السياسات في مؤتمر روما الدولي للدفاع الاجتماعي ضد اللاسلطويين عام 1898.
سمح هذا الصك القانوني الجديد الآن باعتقال أي شخص «يدعم أو يدافع أو يحرض، شفهيًا أو كتابيًا، على عمل تخريبي [...] أو يعتنق الفكر اللاسلطوي». مُنعت الصحافة رسميًا من الكتابة عن الأنشطة وتحقيقات الشرطة والإجراءات المتعلقة باللاسلطويين.  نفت المحاكم مئات العمال الخطرين أو المشتبه فيهم إلى غينيا بيساو وموزمبيق وتيمور على وجه الخصوص.

### الاتحاد العام للعمال
تحت تأثير النقابية الثورية، تطورت البُنى العمالية بسرعة كبيرة منذ عام 1909. تأسس الاتحاد العام للعمال في 18 سبتمبر 1919 في كويمبرا، على أسس تحررية. انتُخب مانويل خواكيم دي سوزا أمينًا عامًا. المبادئ والأهداف الأساسية لاتحاد النقابات العمالية، التي اعتُمدت في هذا المؤتمر هي: «الاتحاد الحر المستقل للعمال؛ العمل المباشر -خارج أي تأثير سياسي أو ديني- بهدف القضاء على نظام الأجور؛ تجميع وسائل الإنتاج؛ أممية التضامن العمالي والقضاء على الرأسمالية». أنشأ الاتحاد صحيفة المعركة التي دافعت عن المواقف النقابية الثورية.